# One (Ed Sheeran)
One is een nummer van de Britse singer-songwriter Ed Sheeran uit 2014. Het is de tweede single van zijn tweede studioalbum x, waarvan het verscheen als promotiesingle.
Sheeran schreef dit nummer voor Alice, zijn vriendin in zijn tienerjaren. Ze is het onderwerp van veel van de nummers op Sheerans vorige album +, maar het paar ging uiteindelijk uit elkaar. "One" was het laatste nummer dat Sheeran voor haar schreef en de zanger zegt tegen zijn voormalige geliefde dat hij, ondanks het einde van hun romantische relatie, hoopt dat ze nog steeds vrienden zullen blijven. Het nummer werd een bescheiden hit in het Verenigd Koninkrijk, waar het de 18e positie bereikte. In Nederland was het nummer minder succesvol; met een 97e positie in de Single Top 100.

## Tracklijst
- Muziekdownload

1. "One" - 4:13